# Krasnoșciokove, Vasîlkivka
Krasnoșciokove (în ucraineană Краснощокове) este un sat în comuna Șevcenkove din raionul Vasîlkivka, regiunea Dnipropetrovsk, Ucraina.

## Demografie
Componența lingvistică a localității Krasnoșciokove
     Ucraineană (92,42%)
     Rusă (7,07%)
Conform recensământului din 2001, majoritatea populației localității Krasnoșciokove era vorbitoare de ucraineană (92,42%), existând în minoritate și vorbitori de rusă (7,07%).